# Emblema do Partido Comunista da China
O emblema do Partido Comunista da China é a foice e o martelo exibidos em amarelo dourado ou vermelho. De acordo com o Artigo 53 da constituição do Partido Comunista Chinês, "o emblema e a bandeira do Partido são o símbolo e sinal do Partido Comunista da China."

## História
No início de sua história, o Partido Comunista Chinês (PCC) não possuía um padrão oficial único para a bandeira, mas permitia que comitês partidários individuais copiassem a bandeira do Partido Comunista da União Soviética. Em 28 de abril de 1942, o Politburo Central decretou o estabelecimento de uma bandeira oficial única. "A bandeira do Partido Comunista da China tem proporção de comprimento para largura de 3:2, com uma foice e um martelo no canto superior esquerdo, e sem estrela de cinco pontas. O Bureau Político autoriza o Escritório Geral a confeccionar um número de bandeiras padrão e distribuí-las a todos os principais órgãos."
De acordo com um artigo publicado pela Universidade Tsinghua, no 13º Congresso Nacional do Partido Comunista Chinês, realizado em outubro de 1987, uma foice e um martelo com um novo design foram pendurados no Grande Salão do Povo, onde o congresso estava sendo realizado. O cabo da foice foi alterado de um formato quadrado para um redondo, e a cabeça do martelo passou de totalmente quadrada para entalhada, o que se assemelha ao design atual. No 14º Congresso Nacional do Partido Comunista Chinês, em 1992, o mesmo design atualizado foi exibido, embora alguns materiais oficiais, como selos postais, ainda apresentassem o design antigo. Em 21 de setembro de 1996, o Escritório Geral do PCC emitiu o "Regulamento sobre a Produção e Uso da Bandeira e do Emblema do Partido Comunista da China", que declarou que o emblema e a bandeira eram os símbolos e sinais oficiais do partido, e padronizou oficialmente o design da foice e do martelo.

## Simbolismo
De acordo com o governo chinês, "a foice e o martelo juntos simbolizam as ferramentas de trabalho de operários e camponeses. O emblema em geral simboliza que o Partido Comunista Chinês é a vanguarda da classe trabalhadora chinesa, e representa os interesses fundamentais da classe trabalhadora e da grande maioria do povo chinês."

## Design
Segundo o jornal Diário do Povo, "A bandeira padrão do partido tem 120 centímetros (cm) de comprimento e 80 cm de largura. No centro do canto superior esquerdo (um quarto do comprimento e largura até a borda), há uma foice e um martelo amarelos com 30 cm de diâmetro. A manga da bandeira (bainha para o mastro) é branca e tem 6,5 cm de largura. A dimensão da bainha não está incluída na medida da bandeira." No total, a bandeira possui cinco dimensões, sendo os tamanhos: "nº 1: 288 cm de comprimento e 192 cm de largura; nº 2: 240 cm de comprimento e 160 cm de largura; nº 3: 192 cm de comprimento e 128 cm de largura; nº 4: 144 cm de comprimento e 96 cm de largura; nº 5: 96 cm de comprimento e 64 cm de largura."

## Galeria

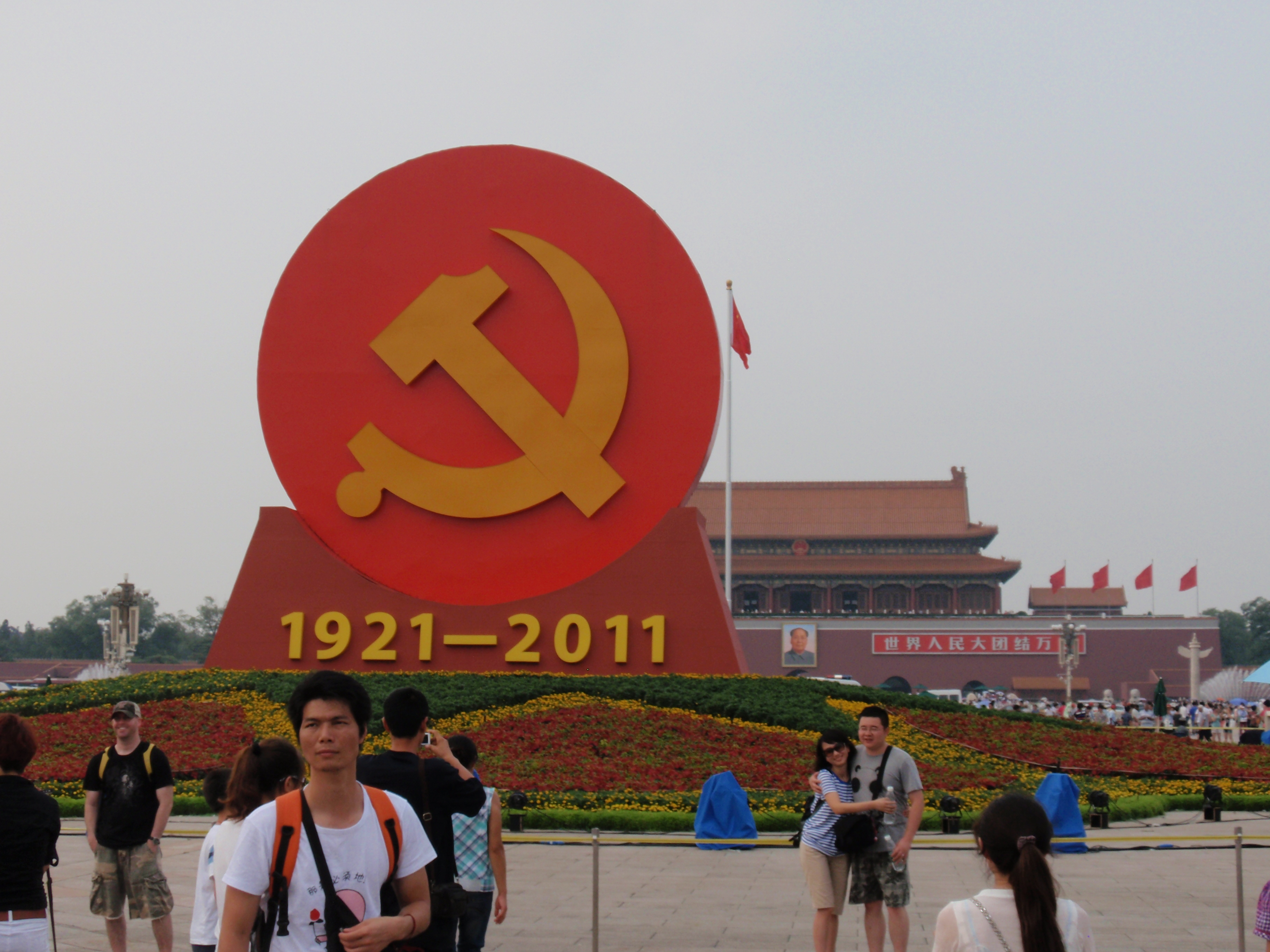
Um monumento temporário na Praça da Paz Celestial marcando o 90º aniversário do Partido Comunista Chinês em 2011